# Covariant et contravariant
Pour la relativité, voir Principe de covariance générale.
Pour les probabilités, voir Variance et Covariance.
Pour l’informatique, voir en:Covariance and contravariance (computer science).
Pour la théorie des catégories, voir Foncteur.

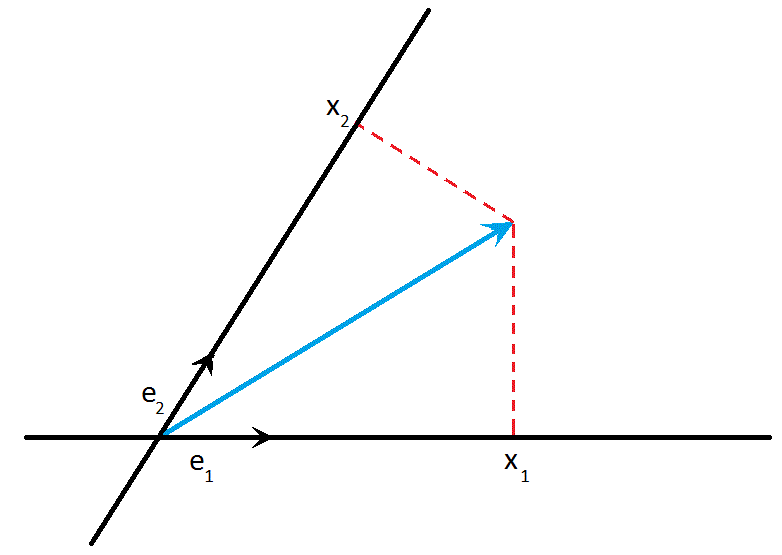
Exemple de coordonnées covariantes d'un vecteur (bleu) dans un repère normé mais non orthogonal.

Dans le langage courant, on utilise l’adjectif covariant  lorsque deux phénomènes varient dans le même sens et  contravariant lorsque les  deux phénomènes  varient en sens contraires. En algèbre linéaire ces adjectifs correspondent à des définitions abstraites, le lien avec le sens courant n’étant découvert qu’ultérieurement.

## Vecteurs covariants / contravariants
Soit {\displaystyle E} un espace vectoriel. On note {\displaystyle E^{*}} son espace vectoriel dual ; ses éléments sont appelés des  covecteurs (quand on parle d’un vecteur, sans précision, il s’agit d’un vecteur de {\displaystyle E}). 
Les vecteurs de {\displaystyle E} sont aussi appelés  vecteurs contravariants et ceux de {\displaystyle E^{*}} vecteurs covariants. Ces définitions sont intrinsèques (elles ne dépendent pas d’éléments extérieurs comme les bases par exemple) et, comme toute définition, elles n’ont pas besoin d’être justifiées.
Si l’espace est muni d’un produit scalaire (ou l’équivalent), ce qui est toujours le cas en physique, la distinction covariant / contravariant disparaît.  Il est donc difficile de comprendre ces notions si on se place dès le départ dans un espace où on ne les distingue pas.

## Coordonnées covariantes / contravariantes
À toute base {\displaystyle B} de {\displaystyle E} on fait correspondre de manière canonique une base {\displaystyle B^{*}} de {\displaystyle E^{*}} appelée sa base duale.  L’usage d’une base de {\displaystyle E} implique  nécessairement l’usage de sa base duale comme base de {\displaystyle E^{*}}. On appelle coordonnées contravariantes les coordonnées d’un vecteur contravariant (donc d’un vecteur de {\displaystyle E}) dans une base {\displaystyle B} et coordonnées covariantes les coordonnées d’un vecteur covariant (donc d’un covecteur de {\displaystyle E^{*}}) dans la base {\displaystyle B^{*}}. 
Cette distinction est particulièrement importante lorsque {\displaystyle E} est muni d’un produit scalaire car, bien que l’on ne distingue plus les vecteurs, il y a deux bases distinctes (en général) et donc deux systèmes de coordonnées. Dans ce cas, un vecteur {\displaystyle x} est déterminé aussi bien par ses coordonnées contravariantes {\displaystyle x^{i}}  (coordonnées usuelles) que par ses coordonnées covariantes {\displaystyle x_{i}=x\centerdot e_{i}} (produit scalaire).
La manipulation des coordonnées covariantes et contravariantes est grandement facilitée par la convention de sommation d'Einstein ; elle est systématiquement utilisée dans les  articles détaillés données en référence.
Expliquer le choix du vocabulaire mathématique sort du cadre mathématique mais n'est pas dénué d'intérêt pour autant. Pour comprendre le lien avec le sens courant, on considère deux bases de {\displaystyle E} notées {\displaystyle B=(e_{1},\cdots ,e_{n})} et {\displaystyle B'=(e'_{1},\cdots ,e'_{n})} avec {\displaystyle e'_{i}=\lambda \ e_{i}} ({\displaystyle \lambda \neq 0}). Si {\displaystyle u} est un vecteur de {\displaystyle E}, on peut l’écrire sous la forme {\displaystyle u=u^{i}e_{i}} (on utilise la convention d'Einstein) ou encore {\displaystyle u=(1/\lambda )\ u^{i}e'_{i}}, D’où {\displaystyle u'^{i}=(1/\lambda )\ u^{i}} : les coordonnées usuelles du vecteur varient donc dans le sens contraire de la base. Une étude plus complète (incluant les covecteurs) et plus générale est donnée dans les articles détaillés indiqués en référence.
Ces notions s’étendent de manière canonique aux tenseurs ainsi qu’aux champs de tenseurs définis sur une variété différentielle.

## Bases covariantes / contravariantes
Ces adjectifs sont accolés aux bases de façons opposées selon le point de vue des auteurs et il ne semble pas y avoir de définition mathématique qui pourrait les départager. Cela n’a pas grande importance car les calculs sont identiques. 
D’un point de vue théorique, la base {\displaystyle B=(e_{1},\cdots ,e_{n})} étant constituée de vecteurs contravariants et permettant de calculer les coordonnées contravariantes d’un vecteur contravariant, il peut sembler naturel de l’appeler base contravariante. Pour les mêmes raisons,  la base duale {\displaystyle B^{*}} est alors nommée base covariante.
D’un autre point de vue,  la base {\displaystyle B=(e_{1},\cdots ,e_{n})} est constituée des vecteurs {\displaystyle e_{i}} où {\displaystyle i} est en a position "basse"; or,  dans la convention d’Einstein, cette position est appelée "position covariante". Il peut alors sembler naturel de l’appeler base covariante et d'effectuer les calculs avec ces vecteurs de la même manière qu’avec leurs coordonnées. Dans ce cas la base duale {\displaystyle B^{*}} est nommée base contravariante.
En pratique la convention d’Einstein est très utile et répandue, même si d'un point de vue théorique elle n’est pas nécessaire. C’est donc l'importance que l’on porte à cette convention qui détermine la nomenclature employée.

## Abus de langage
Il est courant de désigner un vecteur (et plus généralement un tenseur) par ses coordonnées dans une base (non nécessairement précisée). On dira, par exemple «  le vecteur covariant {\displaystyle x_{i}} » au lieu de « le vecteur {\displaystyle x} dont les coordonnées covariantes sont {\displaystyle x_{i}} ». C’est bien sûr un abus de langage (il n’y a pas d’ambiguïté car {\displaystyle x_{i}} est un réel et non un vecteur) et on remarque que l’adjectif covariant est affecté au vecteur (ce qui, par exemple, en physique n’a plus lieu d’être) au lieu de ses coordonnées.
Dans le même esprit on peut parler de « la base {\displaystyle e_{i}} » et même, si on adopte le second point de vue, de  « la base covariante {\displaystyle e_{i}} » ; là encore il n’y pas d’ambiguïté car {\displaystyle e_{i}} est un vecteur et non une base. 
On devrait cependant s’interdire de parler « du vecteur covariant {\displaystyle e_{i}} » car c’est  faux dans le cas général et au mieux non pertinent.